# 제천 엽연초생산조합 구 사옥
제천 엽연초생산조합 구 사옥(堤川 葉煙草生産組合 舊 社屋)은 충청북도 제천시에 있는 일제강점기의 건축물이다. 2003년 9월 27일 대한민국의 국가등록문화재 제65호로 지정되었다.

## 같이 보기
- 청곡사

## 참고 자료
- 제천 엽연초생산조합 구 사옥 - 국가유산청 국가유산포털